# كاميلا أمادو
كاميلا أمادو (بالبرتغالية: Camila Amado‏) هي ممثلة برازيلية، ولدت في 1942 في ريو دي جانيرو في البرازيل.

## وصلات خارجية
- كاميلا أمادو على موقع IMDb (الإنجليزية)
- كاميلا أمادو على موقع قاعدة بيانات الفيلم (الإنجليزية)